# سيتشان (فشارود)
سيتشان (بالإنجليزية: Sichan, South Khorasan)‏ هي مستوطنة تقع في إيران في قسم فشارود الريفي. يقدر عدد سكانها بـ 91 نسمة .